# Mostacillastrum carolinense
Mostacillastrum carolinense är en korsblommig växtart som först beskrevs av Scappini, C.A. Bianco och Prina, och fick sitt nu gällande namn av Al-shehbaz, Scappini, C.A. Bianco och Prina. Mostacillastrum carolinense ingår i släktet Mostacillastrum och familjen korsblommiga växter. Inga underarter finns listade i Catalogue of Life.